# Puyallup
Puyallup is een plaats (city) in de Amerikaanse staat Washington, en valt bestuurlijk gezien onder Pierce County. De stad is vernoemd naar het volk Puyallup, dat behoort tot de oorspronkelijke bewoners van deze streek.

## Demografie
Bij de volkstelling in 2000 werd het aantal inwoners vastgesteld op 33.011.
In 2006 is het aantal inwoners door het United States Census Bureau geschat op 36.605, een stijging van 3594 (10.9%).

## Geografie
Volgens het United States Census Bureau beslaat de plaats een oppervlakte van
31,6 km², waarvan 31,4 km² land en 0,2 km² water. Puyallup ligt op ongeveer 14 m boven zeeniveau.

## Plaatsen in de nabije omgeving
De onderstaande figuur toont nabijgelegen plaatsen in een straal van 8 km rond Puyallup.